# Jošanica (gmina Foča)
Jošanica (cyr. Јошаница) – wieś w Bośni i Hercegowinie, w Republice Serbskiej, w gminie Foča. W 2013 roku liczyła 106 mieszkańców.